# Szuper robotmajom csapat akcióban!
A Szuper robotmajom csapat akcióban! (Super Robot Monkey Team Hyperforce Go!) amerikai-japán rajzfilmsorozat, amelyet Ciro Nieli készített. 

## Cselekmény
A műsor egy Chiro nevű fiúról szól, aki öt kiborgmajommal együtt dolgozik, hogy megmentsék a bolygót a gonosz erőktől. Chiro a majmok vezetője és az igazi főszereplő. Együtt védik meg az univerzumot a gonosz Csontvázkirálytól, a csatlósaitól illetve a sorozat többi gazemberétől.

## Közvetítés
A műsor négy évadot élt meg 52 epizóddal. 30 perces egy epizód. 2004. szeptember 18.-tól 2006. december 16-ig vetítették az Amerikai Egyesült Államokban. Magyarországon is a Jetix csatorna vetítette, a csatorna megszűnéséig. A műsort időnként Power Rangers-utánzatnak tekintik.  A kritikák erősen megoszlottak a sorozatról: Amerikában kultikus státusznak örvend a rajzfilm rajongók körében, de a magyar filmportálokon (például Port.hu, Filmkatalógus) negatív kritikákkal illették a műsort, érdekes címe, elcsépelt története és rajzolási stílusa miatt.

## Magyar hangok
- Chiro - Szűcs Balázs
- Antauri - Jáki Béla ( 1-2. évad ) Papucsek Vilmos ( 3-4. évad )
- Sprx-77 - Haagen Imre
- Gibson - Szokol Péter
- Otto - Pálfai Péter
- Nova - Tamási Nikolett
- Jinmay - Bogdányi Titanilla ( 1-2-3. évad ) Molnár Ilona ( 4. évad )
- Csontvázkirály - Orosz István
- Mandarin - Bácskai János
- Sakko - Forgács Gábor
- Valéna - Roatis Andrea ( 3. évad ) Dögei Éva ( 4.évad )

## További magyar hangok
- Cirkuszi lány - Mezei Kitty
- Húsidoboz kapitány - Pusztaszeri Kornél
- Chiro - Szűcs Balázs
- Antauri ( Fekete ) - Papucsek Vilmos
- Sprx-77 ( Vörös ) - Haagen Imre
- Suppa ( Kék, Gibson vetélytársa ) - Markovics Tamás
- Otto ( Zöld ) - Pálfai Péter
- Nova ( Sárga ) - Tamási Nikolett

## Epizódok

### 1. évad
1. Chiro csaja
2. Víziszony
3. Q kisbolygó
4. A gyűjtő
5. A Naplovasok
6. A hatodik majom titka
7. A bánya
8. Bigyó
9. Szárnyszörny
10. Megszállottság
11. A majmok bolygója
12. Kész cirkusz
13. A titkos erőd

### 2. évad
1. Csontváz király
2. Az óriások világa
3. A Saturix urai
4. Álmok és elmék
5. Tökéletes másolat
6. Zombi város
7. A Naplovasok visszatérnek
8. Vadászat a csontfellegvárra
9. Behavazva
10. Csodás húsvilág
11. A Csontváz király támadás
12. Antauri mesterei
13. Én, Chiro

### 3. évad
1. A veszett világ 1. rész
2. A veszett világ 2. rész
3. A koponya évadja
4. Szellem a gépezetben
5. Macska-jaj
6. Bajos csajok
7. Kedves ellenségem
8. A szörny aréna
9. A Pengenog
10. A rút
11. A prototípus
12. Féregjárat
13. A fenevad gyomrában

### 4. évad
1. Űrzúzda 1. rész
2. Űrzúzda 2. rész
3. A 7-es vándor foglya
4. Bogárinvázió
5. A lidércek városa
6. Gonosz történelem
7. A félelem éjszakája
8. A vad banda
9. A mélység titka
10. A titkos szekta
11. Régi szép idők
12. A gyűlölet tárgya
13. A gonoszság lelke